# Thái thái vạn tuế
Thái thái vạn tuế (tiếng Trung: 太太萬歲) là một phim hài gia đình do Tang Hồ đạo diễn, xuất phẩm ngày 13 tháng 12 năm 1947 tại Liên hoan phim quốc tế Hồng Kông.

## Lịch sử
Truyện phim là cái nhìn trào phúng về quan hệ nam nữ và lối sống hôn nhân trong các gia đình hiện đại.

## Kĩ thuật
Phim được thực hiện tại Thượng Hải từ mồng 04 tháng 08 đến 23 tháng 09 năm 1947. Bộ phim đánh dấu sự hợp tác lần hai của nhà điện ảnh Tang Hồ với nữ sĩ Trương Ái Linh.

### Sản xuất
- Thiết kế: Tân Hán Văn
- Hòa âm: Thẩm Điệt Dân, Vũ Bác Khanh, Chu Vĩ Cương

### Diễn xuất
- Tưởng Thiên Lưu... Trần Tư Trân
- Lộ San... Bà bà
- Hàn Phi... Trần Tư Thụy
- Thạch Huy... Trần phụ
- Lâm Trăn... Trần mẫu
- Tôn Nghi... Trương mụ
- Trương Phạt... Đường Chí Viễn
- Uông Y... Đường Chí Cầm
- Kim Cương... Điếm viên

## Hậu trường
Vai nữ chính ban đầu được dự định giao cho Vương Đan Phượng, song nữ minh tinh từ chối nên Thượng Quan Vân Châu được chọn.
Năm 2005, tại lễ trao giải thưởng điện ảnh Hồng Kông, bộ phim Thái thái vạn tuế được xếp thứ 82 trong 100 phim Hoa ngữ hay nhất mọi thời đại.

### Tư liệu
- Thái thái vạn tuế on BnIAO
- Thái thái vạn tuế on CineMaterial
- Thái thái vạn tuế on Letterboxd
- Thái thái vạn tuế on MCLC Resource Centre
- Thái thái vạn tuế on Film School Rejects
- Thái thái vạn tuế on Hein Journal
- Thông tin tại Bách Khoa Bách Độ